# Victoria Burgoyne
Victoria Burgoyne (3 aprile 1953) è un'attrice britannica.

## Biografia
È nota per essere stata un'attrice ospite nel famigerato incompleto Doctor Who serial Shada, la cui realizzazione è stata abbandonata a seguito di uno sciopero della BBC. In seguito è stata membro del cast regolare della serie Howard's Way di Vicki Rockwell durante la sua serie del 1989.
Altri crediti televisivi includono: Doctors Daughters, dove è stata una delle protagoniste, The Professionals and Ever Decreasing Circles.
I suoi crediti cinematografici includono Mr Smith (1976), Segreti di un venditore porta a porta (1973), Death Ship (1980), Where Is Parsifal? (1984), e un ruolo da prostituta nel film drammatico in costume Stealing Heaven (1988).

## Filmografia

### Cinema
- La nave fantasma (1980)
- I fantasmi non possono farlo (1989)

### Televisione
- I Professionals (1980)
- Le dottoresse (Doctor's Daughters) - serie TV, 6 episodi (1981)
- Metropolitan Police (1991)